# Геймдалль (кратер на Каллісто)
Геймдалль (англ. Heimdall; давньоскан. Heimdallr) — метеоритний кратер на Каллісто – супутнику Юпітера. Його названо 2000 року на честь германо-скандинавського бога міфології Геймдалля. 